# Rust (jeu vidéo)
 (janvier 2025).
Si vous disposez d'ouvrages ou d'articles de référence ou si vous connaissez des sites web de qualité traitant du thème abordé ici, merci de compléter l'article en donnant les références utiles à sa vérifiabilité et en les liant à la section « Notes et références ».
Pour les articles homonymes, voir Rust.
Rust est un jeu vidéo d'aventure et de survie en multijoueur développé et édité par Facepunch Studios. Le jeu est d'abord disponible en accès anticipé à partir de décembre 2013, puis sort sur ordinateur le 8 février 2018.

## Trame
Arrivé sans savoir pourquoi sur une île abandonnée, avec quelques zones industrielles restées à l’abandon (à fouiller), le joueur doit alors se débrouiller pour survivre face à la nature et aux autres joueurs ainsi qu’aux scientifiques, aux hélicoptères et aux tanks qui gardent des zones et qui n’hésitent pas à tirer si un joueur s’approche trop près d’eux. Les joueurs doivent fabriquer objets, armes, base, etc avec les objets récupérés au fur et à mesure des recherches de bases ennemies et de zone de "loots". Il appartient à chaque joueur de se faire des amis ou des ennemis, de se trouver un objectif et tous les moyens sont bons pour l'atteindre

## Système de jeu
Le joueur doit ramasser des ressources et fabriquer différents objets dans le jeu pour survivre. À la connexion, le joueur obtient un kit de démarrage qui inclut une roche et une torche. Les joueurs peuvent ramasser des ressources, telles que le tissu, la nourriture, la pierre, le fer, le soufre, le bois et la graisse qui peuvent être obtenues à partir d'animaux, de roches et d'arbres. Le joueur commence avec une liste d'artisanat initiale des éléments tels que des armes, des vêtements et des matériaux de construction.

## Développement
Rust est développé par le studio Facepunch qui est à l'origine du Garry's Mod. L'inspiration du jeu provient de Minecraft (crafting) ou encore S.T.A.L.K.E.R.: Shadow of Chernobyl (survie)[réf. nécessaire].
Le jeu sort en alpha le 11 décembre 2013.
Fin 2014, le jeu subit des importantes modifications graphiques, amenant à deux versions distinctes, la version « expérimentale », et l'ancienne version nommée « legacy ».
Le jeu reçoit des mises à jour mensuelles dont le contenu est dévoilé via les « Devblogs »[réf. nécessaire].
Le jeu est sorti de son alpha le 8 février 2018.

## Accueil

### Critiques
- Canard PC : 9 / 10[8]

### Fréquentation
En janvier 2025, Rust dépasse pour la première fois les 250 000 joueurs simultanés, pour près de 18 millions de copies vendues.